# Adam Enright
Adam Enright, född den 16 november 1983 i Rosalind, Kanada, är en kanadensisk curlingspelare.
Han tog OS-guld i herrarnas curlingturnering i samband med de olympiska curlingtävlingarna 2010 i Vancouver.